# Hugleville-en-Caux
Hugleville-en-Caux est une commune française située dans le département de la Seine-Maritime, en région Normandie.

## Géographie

### Localisation
La commune fait partie du pays de Caux, une région naturelle de Normandie appartenant au Bassin parisien.
| Ancretiéville-Saint-Victor |                     | Gueutteville         |
| Émanville                  | Hugleville-en-Caux  | Saint-Ouen-du-Breuil |
|                            | Sainte-Austreberthe | Butot                |

### Hydrographie
La commune est située dans le bassin Seine-Normandie. Elle n'est drainée par aucun cours d'eau,.

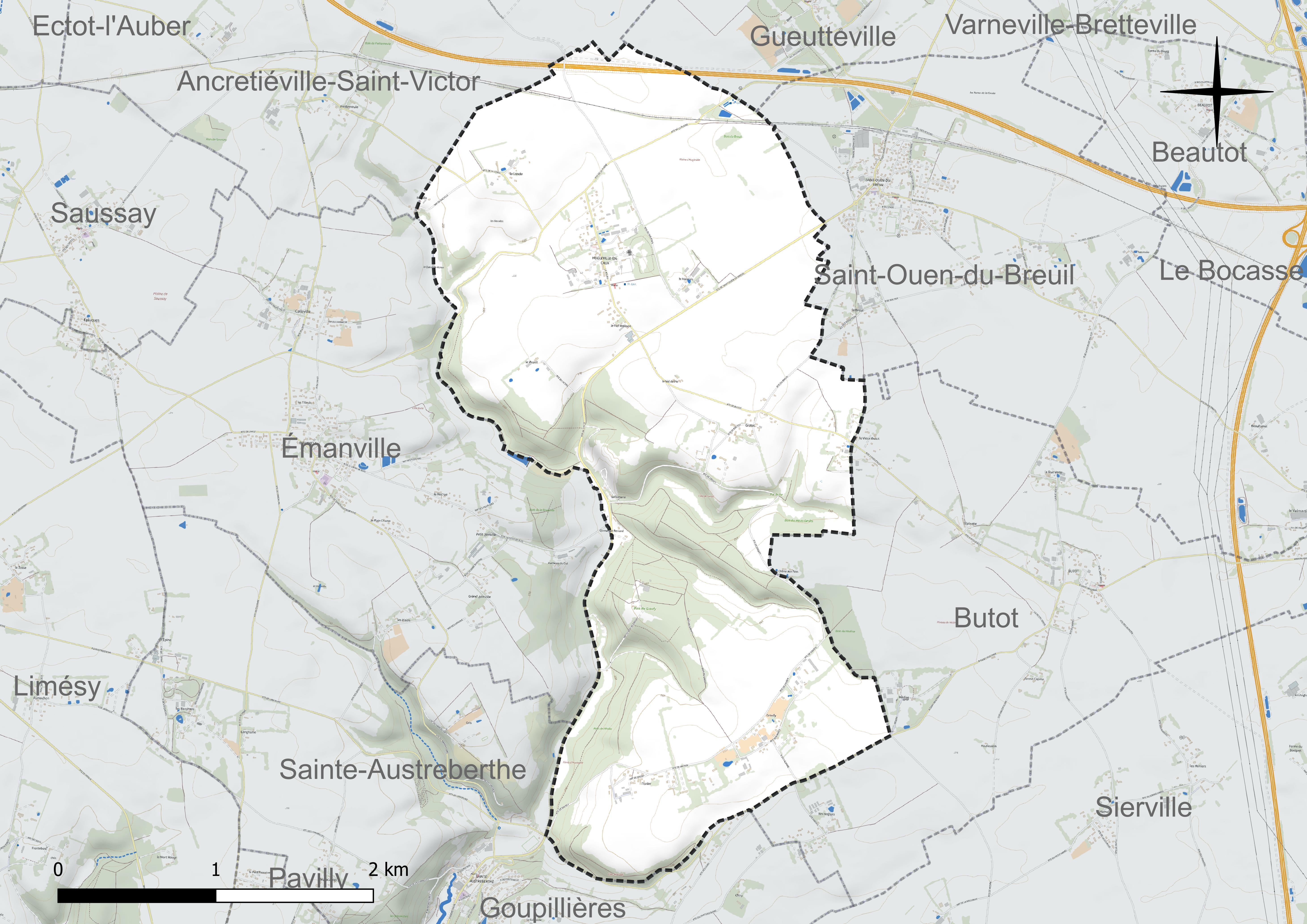
Réseau hydrographique de Hugleville-en-Caux.

### Climat
Pour des articles plus généraux, voir Climat de la Normandie et Climat de la Seine-Maritime.
En 2010, le climat de la commune est de type climat océanique altéré, selon une étude du CNRS s'appuyant sur une série de données couvrant la période 1971-2000. En 2020, Météo-France publie une typologie des climats de la France métropolitaine dans laquelle la commune est exposée à un climat océanique et est dans la région climatique Côtes de la Manche orientale, caractérisée par un faible ensoleillement (1 550 h/an) ; forte humidité de l’air (plus de 20 h/jour avec humidité relative > 80 % en hiver), vents forts fréquents. Parallèlement le GIEC normand, un groupe régional d’experts sur le climat, différencie quant à lui, dans une étude de 2020, trois grands types de climats pour la région Normandie, nuancés à une échelle plus fine par les facteurs géographiques locaux. La commune est, selon ce zonage, exposée à un « climat maritime », correspondant au Pays de Caux, frais, humide et pluvieux, légèrement plus frais que dans le Cotentin.
Pour la période 1971-2000, la température annuelle moyenne est de 10 °C, avec une amplitude thermique annuelle de 14 °C. Le cumul annuel moyen de précipitations est de 943 mm, avec 13,8 jours de précipitations en janvier et 8,8 jours en juillet. Pour la période 1991-2020, la température moyenne annuelle observée sur la station météorologique la plus proche, située sur la commune d'Ectot-lès-Baons à 13 km à vol d'oiseau, est de 10,8 °C et le cumul annuel moyen de précipitations est de 905,5 mm,. Pour l'avenir, les paramètres climatiques de la commune estimés pour 2050 selon différents scénarios d'émission de gaz à effet de serre sont consultables sur un site dédié publié par Météo-France en novembre 2022.

## Urbanisme

### Typologie
Au 1er janvier 2024, Hugleville-en-Caux est catégorisée commune rurale à habitat dispersé, selon la nouvelle grille communale de densité à sept niveaux définie par l'Insee en 2022.
Elle est située hors unité urbaine. Par ailleurs la commune fait partie de l'aire d'attraction de Rouen, dont elle est une commune de la couronne,. Cette aire, qui regroupe 317 communes, est catégorisée dans les aires de 200 000 à moins de 700 000 habitants,.

### Occupation des sols
L'occupation des sols de la commune, telle qu'elle ressort de la base de données européenne d’occupation biophysique des sols Corine Land Cover (CLC), est marquée par l'importance des territoires agricoles (79,3 % en 2018), une proportion identique à celle de 1990 (79,3 %). La répartition détaillée en 2018 est la suivante : 
terres arables (56,1 %), prairies (23,2 %), forêts (20,7 %). L'évolution de l’occupation des sols de la commune et de ses infrastructures peut être observée sur les différentes représentations cartographiques du territoire : la carte de Cassini (XVIIIe siècle), la carte d'état-major (1820-1866) et les cartes ou photos aériennes de l'IGN pour la période actuelle (1950 à aujourd'hui).

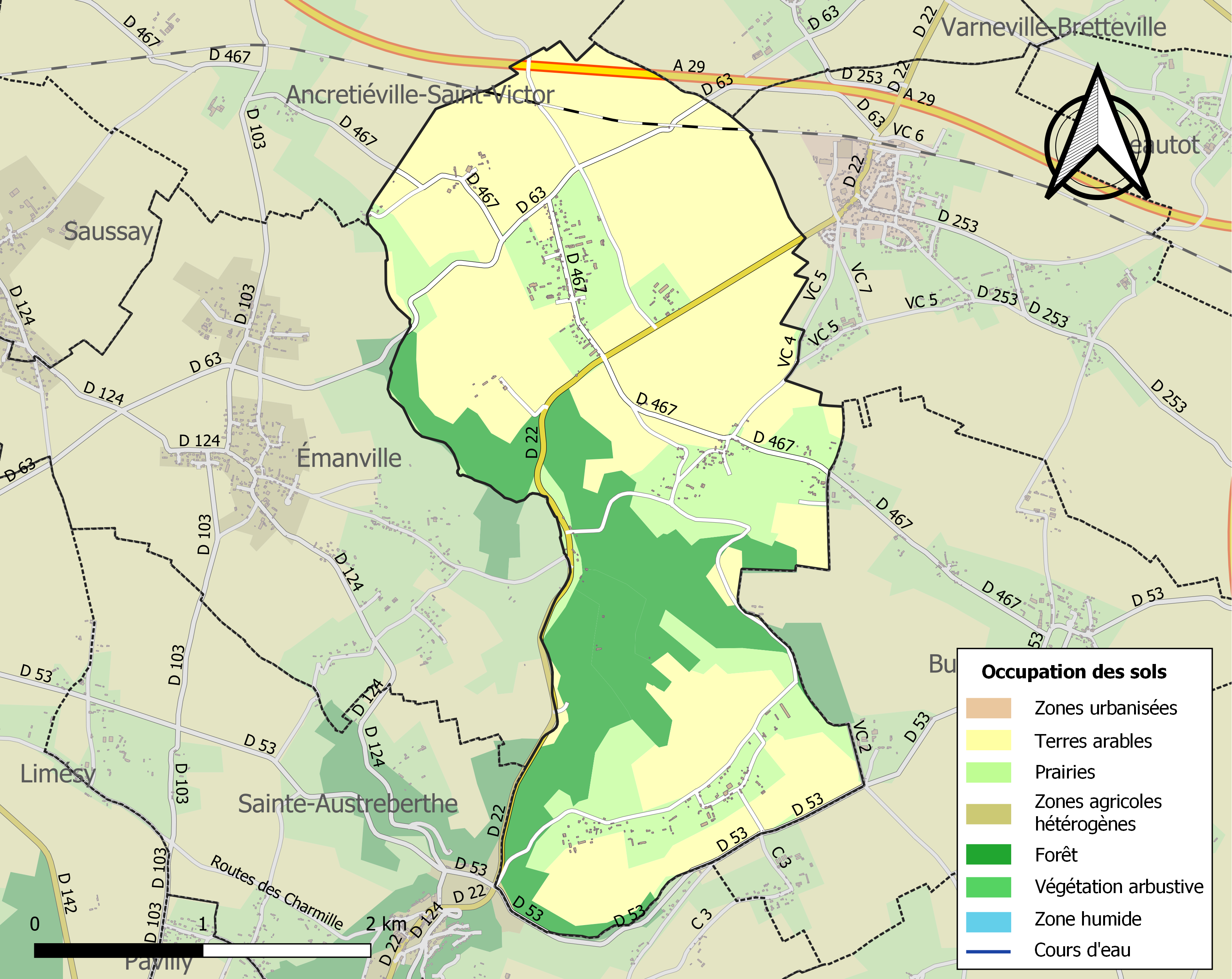
Carte des infrastructures et de l'occupation des sols de la commune en 2018 (CLC).

## Toponymie
Le nom du village est attesté sous la forme latinisée Huglevilla vers 1071.
Pour la signification : voir Heugleville-sur-Scie.

## Politique et administration

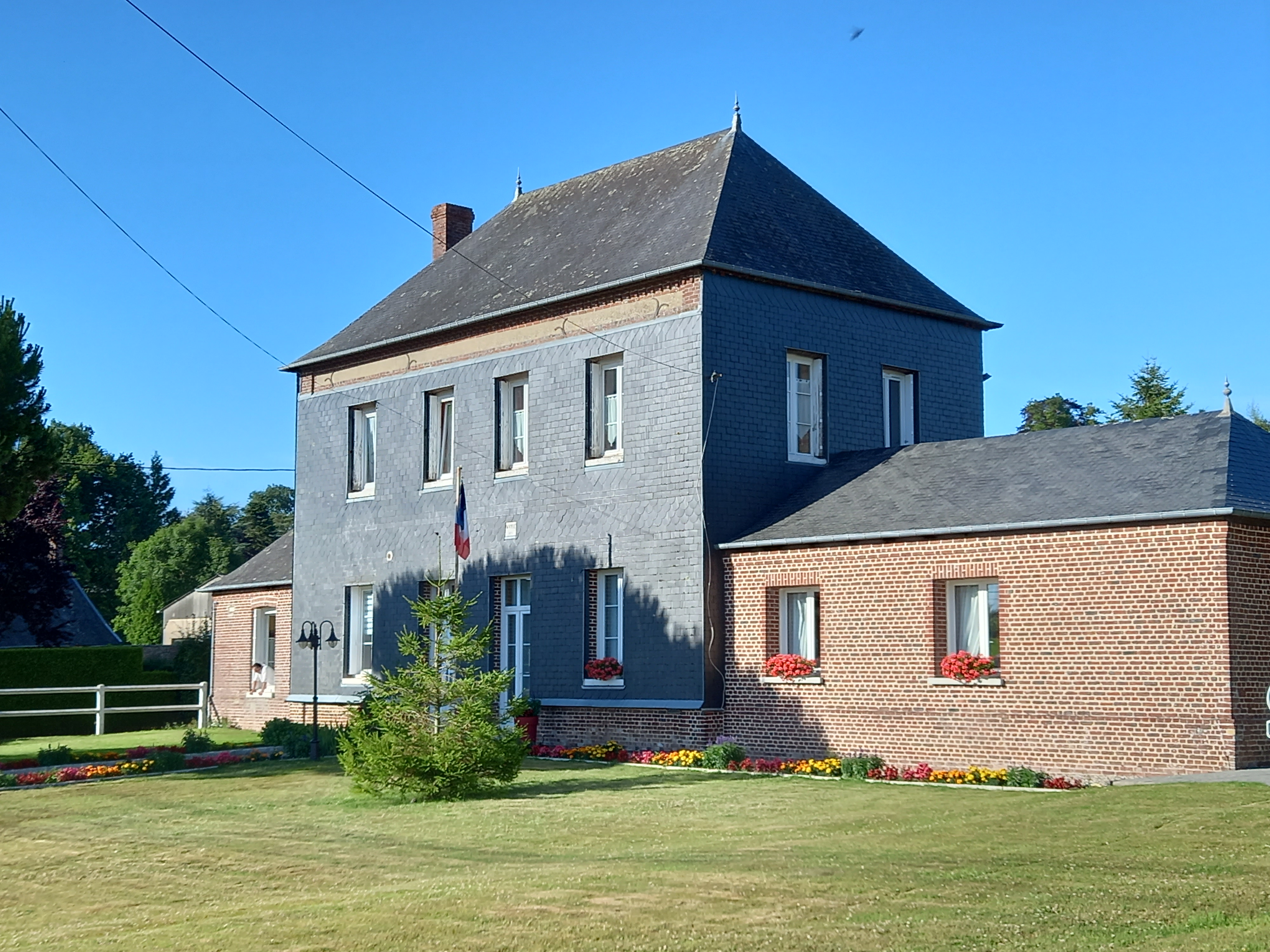
Mairie.

| Période                                  | Période                    | Identité       | Étiquette | Qualité                                     |
| ---------------------------------------- | -------------------------- | -------------- | --------- | ------------------------------------------- |
| Les données manquantes sont à compléter. |                            |                |           |                                             |
| mars 2004                                | mars 2008                  | Michel Motte   |           | Agriculteur puis agent territorial          |
| mars 2008                                | En cours (au 10 août 2020) | Luc Lefrançois | DVD       | Agriculteur Réélu pour le mandat 2020-2026, |

## Démographie
L'évolution du nombre d'habitants est connue à travers les recensements de la population effectués dans la commune depuis 1793. Pour les communes de moins de 10 000 habitants, une enquête de recensement portant sur toute la population est réalisée tous les cinq ans, les populations de référence des années intermédiaires étant quant à elles estimées par interpolation ou extrapolation. Pour la commune, le premier recensement exhaustif entrant dans le cadre du nouveau dispositif a été réalisé en 2008.

En 2022, la commune comptait 420 habitants, en évolution de −2,33 % par rapport à 2016 (Seine-Maritime : +0,35 %, France hors Mayotte : +2,11 %).
| 1793 | 1800 | 1806 | 1821 | 1831 | 1836 | 1841 | 1846 | 1851 |
| ---- | ---- | ---- | ---- | ---- | ---- | ---- | ---- | ---- |
| 545  | 476  | 482  | 551  | 515  | 502  | 532  | 528  | 520  |

| 1856 | 1861 | 1866 | 1872 | 1876 | 1881 | 1886 | 1891 | 1896 |
| ---- | ---- | ---- | ---- | ---- | ---- | ---- | ---- | ---- |
| 509  | 482  | 501  | 420  | 412  | 435  | 442  | 418  | 425  |

| 1901 | 1906 | 1911 | 1921 | 1926 | 1931 | 1936 | 1946 | 1954 |
| ---- | ---- | ---- | ---- | ---- | ---- | ---- | ---- | ---- |
| 402  | 387  | 372  | 350  | 322  | 330  | 292  | 283  | 274  |

| 1962 | 1968 | 1975 | 1982 | 1990 | 1999 | 2006 | 2008 | 2013 |
| ---- | ---- | ---- | ---- | ---- | ---- | ---- | ---- | ---- |
| 237  | 222  | 230  | 275  | 302  | 290  | 352  | 370  | 420  |

| 2018 | 2022 | - | - | - | - | - | - | - |
| ---- | ---- | - | - | - | - | - | - | - |
| 425  | 420  | - | - | - | - | - | - | - |

## Culture locale et patrimoine

### Lieux et monuments
- Église Notre-Dame-de-l'Assomption[22]
- Château d'Hugleville[23], et son parc floral : le château actuel date des années 1890. Il fut construit sur les fondations de la propriété précédente (détruite par un incendie à la fin du XIXe siècle). L'histoire de la famille Le Comte d'Hugleville remonte au Xe siècle, avec l'arrivée des Vikings[24].
- Château de Grosfy[25], ancienne résidence de la famille de Paix de Cœur. L'édifice est composé d’un corps central construit au XVIIIe siècle (1750 environ) en brique de saint Jean sur la façade. La demeure est flanquée de deux ailes construites en 1854 et 1860. Il s’agissait, à l’origine d’un pavillon de chasse, dans un parc de 5 ha d'arbres bicentenaires. Ce château fait 550 m2 de surface habitable, et est éclairé de 69 fenêtres. L’entrée se fait sur une allée de tilleuls. Cet endroit reflète tout à fait l’ambiance des œuvres de Guy de Maupassant[26].

### Héraldique
| Armes de Hugleville-en-Caux | Les armes de la commune de Hugleville-en-Caux se blasonnent ainsi : Tiercé en pairle : au 1er de gueules à deux léopards d'or, armés et lampassés d'azur, l'un au-dessus de l'autre, au 2e de sinople à la feuille de chêne d'orangé accolée à deux épis de blé tigés et feuillés d'or, ployés vers les flancs, le tout lié d'azur, au troisième d'or à la lettre gothique H de sable. Les deux léopards d'or sur champ de gueules rappellent les armes de la Normandie. Création Jean-François Binon, modifiée par la commune. |